# Nuno Monteiro
Nuno P. Monteiro foi um cientista político português. Ele foi Professor Associado de Ciência Política na Universidade de Yale. É conhecido pelas suas pesquisas nas áreas de Relações Internacionais e Estudos de Segurança, em particular nos temas de unipolaridade e armas nucleares.
Foi autor dos livros Teoria da Política Unipolar e Política Nuclear: As Causas Estratégicas da Proliferação (em coautoria com Alexandre Debs).
Ele era bacharel pela Universidade do Minho, Portugal, e doutor em Ciência Política pela Universidade de Chicago. Ele morreu a 5 de maio de 2021.